# Bittinella hiloensis
Bittinella hiloensis is een slakkensoort uit de familie van de Rissoidae. De wetenschappelijke naam van de soort is voor het eerst geldig gepubliceerd in 1908 door Pilsbry & Vanatta als Bittium hiloense.